# الحروب الساكسونية
كانت الحروب الساكسونية حملات وتمردات امتدت لثلاثة وثلاثين عامًا منذ عام 772، حين دخل شارلمان ساكسونيا للمرة الأولى بنية الغزو، حتى عام 804، حين سُحق آخر تمرد لرجال القبائل الساخطين. في المحصلة، شُنّت 18 حملة، تمركزت بصورة رئيسية في ما هو اليوم شمالي ألمانيا. ونتج عن هذه الحملات ضم ساكسونيا إلى مملكة الفرنجة وتحولها القسري عن الوثنية الجرمانية إلى المسيحية. 
انقسم الساكسونيون إلى أربع مجموعات فرعية في أربعة أقاليم. كانت ويستفاليا الأقرب إلى مملكة أوستراسيا الفرنجية القديمة، وكانت إيستفاليا الأبعد. كانت مملكة إنغريا (أو إنغرن) تقع بين المملكتين، وإلى الشمال من الممالك الثلاث، عند قاعدة شبه جزيرة يوتلاند، كانت تقع مملكة نوردالبينغيا. على الرغم من انتكاسات متكررة، قاوم الساكسونيون بثبات، وعاودوا غزو ممالك شارلمان بمجرد أن حول أنظاره إلى مكان آخر. كان قائدهم الرئيسي، ويدوكيند، خصمًا مرنًا ولكنه كان واسع الحيلة أيضًا، وقبِل عرض السلام من شارلمان في موقف محفوف بالمخاطر، ففقد ماء الوجه ولم يمنع شارلمان من مواصلة حرب التعميد. فشل الاتفاق في حفظ الحقوق الاستثنائية للقبائل الساكسونية في وطنها. عُمّد ويدوكيند في عام 785 ودُفن لاحقًا في في الكنيسة الجرمانية الوحيدة دون أي تكريم.

## المرحلة الأولى
في أواسط يناير من عام 772، كان نهب وحرق كنيسة ديفنتر من قبل حملة ساكسونية ذريعة الحرب الأولى التي شنها شارلمان على الساكسونيين. بدأت الحملة مع الغزو الفرنجي لإقليم ساكسوني وإخضاع الإنغريين وتدمير رمزهم المقدس إرمينسول بالقرب من بادربورن في عامي 772 و773 في إريسبرغ. ربما كان إرمينسول جذع شجرة أجوف يفترض أنها تمثل العمود الذي يدعم السماء، شبيه بالشجرة الشمالية إيغدراسيل ويبدو أن الاعتقاد هذا كان سائدًا بين الشعوب الجرمانية. اتجهت حملة شارلمان نحو نهر فيسر ودمرت عدة معاقل ساكسونية رئيسية. بعد مفاوضات مع بعض النبلاء الساكسونيين والحصول على رهائن، حول شارلمان أنظاره إلى حربه ضد اللومبارديين في شمال إيطاليا، إلا أن الفلاحين الأحرار الساكسونيين، بقيادة ويدوكيند، استمروا بالمقاومة وغزوا أراض فرنجية في إقليم الراين. استمرت المواجهات المسلحة بلا هوادة لسنوات. جاءت حملة شارلمان الثانية في عام 775. ومن ثم سار عبر ويستفاليا، قاهرًا حصن سيغيبيرغ، وعبَر إنجريا، حيث هزم الساكسونيين مرة أخرى. وفي نهاية المطاف، هزمهم في إتستفاليا، واعتنق قائدهم هيسي المسيحية. عاد عبر ويستفاليا تاركًا معسكرات في سيغيبيرغ وإيرسبرغ. كانت ساكسونيا بأكلمها تحت سيطرته ما عدا نوردالبينغيا، إلا أن الساكسونيين المتمردين لم يخضعوا له لمدة طويلة.
بعد الحرب في إيطاليا، عاد بسرعة كبيرة إلى ساكسونيا (ووصل إلى ليبي قبل أن يعرف الساكسونيون بأنه قد غادر إيطاليا) للمرة الثالثة في عام 776، حين دُمرت قلعته في إرسبيرغ بفعل تمرد. أُخضع الساكسونيون من جديد، على الرغم من فرار ويدوكيند إلى الدانيين. بنى شارلمان معسكرًا جديدًا في كارلشتات. في عام 777، دعى جمعية وطنية إلى بادنبورن بهدف توحيد ساكسونيا بالكامل ضمن المملكة الفرنجية. وعُمد العديد من الساكسونيين.
كان الهدف الرئيسي من الجمعية تقريب ساكسونيا من المسيحية. استُقدم مبشرون، بصورة رئيسية أنغلو ساكسونيين من إنجلترا، لتنفيذ هذه المهمة. أصدر شارلمان عددًا من المراسيم التي استهدفت كسر المقاومة الساكسونية وإنزال عقوبة الإعدام بحق من يقوم بممارسات وثنية جرمانية أو يزدري سلام الملك. دفع موقفه الصارم وغير المهادن، والذي أكسبه لقب «جزار الساكسونيين» بمستشاره المقرب ألكوين، رئيس دير مارموتييه في وقت لاحق، إلى حثه على التساهل لأن كلمة الله يجب ألا تنتشر بالسيف بل بالإقناع، إلا أن الحروب استمرت.
في صيف عام 779، توجه شارلمان مجددًا نحو ساكسونيا وغزا إيستفاليا وإنغريا وويستفاليا. وفي اجتماع قرب باد ليشبرينغه، قسم الإقليم إلى مناطق تبشيرية وكونتات فرنجية. وساعد هو نفسهُ في العديد من المعموديات الجماعية (عام 780). ومن ثم عاد إلى إيطاليا ولم يكن هناك أي تمرد ساكسوني. منذ عام 780 حتى عام 782 ساد السلام في ذلك الإقليم.

## المرحلة الوسطى
عاد شارلمان في عام 782 إلى ساكسونيا وأسس مدونة قانونية، ليكس فريسيونيوم، وعين كونتات ساكسونيين وفرنجيين. كانت القوانين متشددة في القضايا الدينية، أي في ما يتعلق بالوثنية الأصلية للساكسونيين. تسبب ذلك في إشعال الصراع القديم مرة أخرى. في خريف ذلك العام، عاد ويدوكيند وقاد تمردًا أسفر عن عدة هجمات على الكنيسة. غزا الساكسونيون منطقة تشاتي، وهي قبيلة جرمانية كانت قد تحولت مسبقًا إلى المسيحية عن طريق القديس بونيفاس وترسخ اعتناقها في إمبراطورية شارلمان. انتصر ويدوكيند على الجيش الفرنجي في معركة سونتل في حين كان شارل يشن حملة على الصوربيين. أمر شارلمان، ردًا على هذه الانتكاسة، في محكمة الدم في فيردن بقطع رأس 4500 ساكسوني كانوا قد شاركوا في التمرد. في مقابل البلوتغيريشت هذا، ذكر بعض المؤرخين أن المجزرة لم تحدث، أو أنها كانت في حقيقة الأمر معركةً، ولكن وفقًا لأليساندرو باربيرو، لا تتمتع أي من هذه المزاعم بمصداقية. أفضت هذه الفعلة إلى سنتين متتاليتين من الحرب المستمرة (783-785)، وأمضى شارلمان فصل الشتاء في ساكسونيا الوسطى في ميندن. بشكل تدريجي، كانت الكلمة العليى للفرنجة. حدثت نقطة التحول في عام 785، حين عُمد ويندوكيند وأقسم على الولاء لشارلمان. ومع نهاية هذه الحرب تمكن شارلمان من الادعاء أنه قد غزا ساكسونيا، وساد السلام في الإقليم على مدى السنوات السبع التالية، ولو أن الثورات استمرت بشكل متقطع حتى عام 804.

## المرحلة النهائية
في عام 792، خرج الويستفاليون ضد أسيادهم ردًا على تجنيد قسري للحروب ضد الآفاريين. وانضم إليهم الإيستفاليون والنوردالبينغيون في عام 793، إلا أن التمرد لم يصل إلى ما كان عليه في السابق وسُحق تمامًا بحلول عام 794.
تلى ذلك بمدة قصيرة تمرد إنغري في عام 796، غير أن الحضور الشخصي لشارلمان وحضور الساكسونيين المسيحيين الأوفياء والسلافيين سحق التمرد على الفور. في معركة بورنهوفيد عام 798، هزم الحلفاء الأوبوتريين لشارلمان بقيادة ثراسكو الساكسونيين النوردالبينغيون، موقعين في صفوفهم ما بين 2800 و4000 قتيل. وقع آخر تمرد للشعب الإنجري في عام 804، بعد مرور أكثر من ثلاثين عامًا على حملة شارلمان الأولى ضدهم. هذه المرة، وجدت القبيلة الأكثر تمردًا، النوردالبينغيون، نفسها غير قادرة على التمرد. رحّل شارلمان 10 آلاف منهم إلى نيوستريا وأعطى أراضيهم التي باتت شاغرة إلى ملك أوبوتريتس الوفي. قال آينهارد، كاتب سيرة شارلمان، عند نهاية الصراع:
انتهت الحرب التي كانت قد دامت سنوات عديدة بموافقتهم على الشروط التي عرضها الملك، والتي كانت تتألف من تخليهم عن عاداتهم الدينية الوطنية وعبادة الشياطين، وقبولهم أسرار العقيدة والدين المسيحي والاتحاد مع الفرنجة لتكوين شعب واحد.
مع اقتراب نهاية الحرب، بدأ شارلمان بالتركيز بشكل أكبر على المصالحة. وفي عام 797، خفف القوانين الخاصة، وفي عام 802، دُون القانون السكسوني العام باسم ليكس ساكسونيوم. ترافق ذلك مع تأسيس الهياكل الكنسية (بما في ذلك الأبرشيات في بادربورن ومونستر وبريمن وميندن وفيردن وأوسنابروك) التي كفلت تحول الشعب الساكسوني إلى المسيحية. كانت ستلينغا، التي وقعت بين عامي 841 و845، آخر انتفاضة ساكسونية.